# Залишани
Залиша́ни — село в Україні, у Поліській селищній територіальній громаді Вишгородського району Київської області. Населення становить 364 осіб.

## Географія
На південному сході від села бере початок річка Полудниця, права притока Вересні.

## Історія
У XIX ст. частина села звалася Покровка і була населена старовірами, що поселилися там бл.1812 року. У лісі біля села ними було засновано жіночий монастир Св. Георгія. 1886 року з 923 осіб населення 363 були старовірами.
17 листопада 1921 р. під час Листопадового рейду через Залишани проходила Волинська група (командувач — Юрій Тютюнник) Армії Української Народної Республіки.
В 1927 році в с. Залишани будують нову середню школу. Це був спочатку комплекс дерев’яних будинків, розкиданих по селу, бо в одному будинку не поміщалися учні з усіх навколишніх сіл. На той час в ній навчалося 1135 учнів. В школі працювало 28 учителів. До 7 класу діти виушені були вчитися у двомовних класах: російською та українською мовами. Навчалися діти у дві зміни.
Школа мала 20 га землі, яку обробляли вчителі та учні. У підсобному господарстві було 3 коней, 2 корови, свині, молотарка. При школі працював інтернат для круглих сиріт на повному державному утриманні.
Кабінети були обладнані відповідною наочністю. В школі була велика бібліотека, яка налічувала 1065 книг, був свій оркестр в складі 20 осіб.
Після війни школа уже стала неповною середньою і кількість учнів поступово зменшувалась.
В 2020 році діяльність ЗАЛИШАНСЬКОГО НВО «ЗОШ І-ІІ СТУПЕНІВ - ДНЗ» було припинено, через малу кількість учнів. 
19 липня 2020 року, в результаті адміністративно-територіальної реформи та ліквідації Поліського району, село увійшло до складу новоутвореного Вишгородського району.  
З лютого по квітень 2022 року село було окуповане російськими військами.